# San Jerónimo (district)
San Jerónimo is een van de acht districten van de Peruaanse provincie Cuzco. Het district heeft 48.000 inwoners (2017).

## Bestuurlijke indeling
De provincie Cuzco waar San Jerónimo een district van is, is onderdeel van de gelijknamige regio van Peru en maakt deel uit van de stad (ciudad) Cuzco.
Districten: Ccorca · Cusco · Poroy · San Jerónimo · San Sebastian · Santiago · Saylla · Wanchaq